# تیتمونینگ
شهر تیتمونینگ (به آلمانی: Tittmoning) در ایالت بایرن در کشور آلمان واقع شده‌است.